# OpenNET
OpenNET (opennet.ru) — вебсайт, російський інтернет-проєкт, присвячений відкритому і вільному комп'ютерним технологіям.
Вебпортал надає користувачам щоденні новини в галузі вільного програмного забезпечення, Linux, BSD і UNIX-подібних операційних систем, а також у сфері комп'ютерних технологій. Вся надана на сайті інформація розрахована для широкого кола користувачів, як для висококваліфікованих фахівців, так і для простих любителів вільного та відкритого програмного забезпечення.
Також на сайті доступні готові статті та поради, написані фахівцями в області IT, OpenWiki — база знань OpenNET, інтерактивна система перегляду системних керівництв, популярні дистрибутиви вільних операційних систем/програм та інша документація.  Вебпортал підтримує зручний пошук і RSS-стрічки. 
На сайті існує форум для адміністраторів і користувачів, які розділені на численні гілки, в числі яких теми з програмування, ігор, адміністрування мереж, безліч інших.
Має українське дзеркало ua.opennet.ru [Архівовано 3 жовтня 2012 у Wayback Machine.].
За статистикою Alexa.com на 5 жовтня 2010 року, сайт OpenNET знаходився на 450 місці за відвідуванністю в Росії і 317 в Україні.

## Виноски
1. ↑  Opennet.ru Site Info. Alexa Internet. Архів оригіналу за 21 червня 2012. Процитовано 1 жовтня 2013. [Архівовано 2012-03-29 у Wayback Machine.]
2. ↑  opennet.ru. Alexa. 2010. Архів оригіналу за 21 червня 2012. Процитовано 5 жовтня 2010. [Архівовано 2012-03-29 у Wayback Machine.](рос.)